# Epiteli escatós estratificat
Un epiteli escatós estratificat és un epiteli amb cèl·lules epitelials escatoses (aplanades) disposades en capes sobre una membrana basal. Només una capa està en contacte amb la membrana basal; les altres capes s'adhereixen entre elles per mantenir la integritat estructural. Tot i que aquest epiteli es coneix com escatós, moltes cèl·lules de les capes poden no estar aplanades; això es deu a la convenció de nomenar epitelis segons el tipus de cèl·lula de la superfície. A les capes més profundes, les cèl·lules poden ser columnars o cúbiques. No hi ha espais intercel·lulars. Aquest tipus d'epiteli s'adapta bé a les zones del cos sotmeses a una abrasió constant, ja que les capes més gruixudes es poden separar seqüencialment i substituir-les abans d'exposar la membrana basal. Forma la capa més externa de la pell i el revestiment intern de la boca, l'esòfag i la vagina.